# On a volé la cuisse de Jupiter
On a volé la cuisse de Jupiter is een Franse film van Philippe de Broca die werd uitgebracht in 1980.
Het scenario is gebaseerd op de personages gecreëerd door Jean-Paul Rouland et Claude Olivier.

## Verhaal
Hellenist en professor Oudgrieks aan de Sorbonne Antoine Lemercier en politiecommissaris Lise Tanquerelle zijn ex-studiegenoten die elkaar na vele jaren opnieuw ontmoet hebben. Ze zijn weer verliefd geworden. Na een tijd besluiten ze te trouwen.
Antoine neemt Lise mee op huwelijksreis naar Griekenland. In Athene maken ze kennis met Charles-Hubert Pochet, een jonge Franse archeoloog die de billen en de heupen van een antiek beeld heeft opgegraven. Pochet meent dat hij een belangrijke ontdekking heeft gedaan en vermoedt dat het om Aphrodite zou kunnen gaan. Hij is van plan het beeld aan het Louvre te schenken.
Pochets vondst wordt echter gestolen. Wanneer de vermoedelijke dief vermoord wordt, verdenkt de politie Pochet, die meteen ook beschuldigd wordt van de diefstal van een antiek beeld. Ook Antoine en Lise raken in deze zaak verwikkeld.

## Rolverdeling
| Acteur           | Personage                                                            |
| ---------------- | -------------------------------------------------------------------- |
| Philippe Noiret  | Antoine Lemercier                                                    |
| Annie Girardot   | Lise Tanquerelle                                                     |
| Francis Perrin   | Charles-Hubert Pochet, archeoloog                                    |
| Catherine Alric  | Agnès Pochet, de vrouw van Charles-Hubert                            |
| Marc Dudicourt   | André Spiratos, de Griekse politiecommissaris                        |
| Paulette Dubost  | Simone, de moeder van Lise                                           |
| Roger Carel      | Zacharias, de conservator van het museum van de Akropolis van Athene |
| Anna Gaylor      | Germaine, de vrouw van de Franse toerist                             |
| Gabriel Cattand  | de burgemeester op het huwelijk van Lise en Antoine                  |
| Philippe Brizard | de Franse toerist                                                    |